# Suchoruckie
Suchoruckie (biał. Сухарукія, ros. Сухорукие) – osiedle na Białorusi, w obwodzie mińskim, w rejonie mińskim, w sielsowiecie Kołodziszcze. Od zachodu graniczy z Mińskiem.